# Thomas Barras
Thomas Elliott Barras –conocido como Tom Barras– (Staines-upon-Thames, 7 de enero de 1994) es un deportista británico que compite en remo.
Participó en los Juegos Olímpicos de Tokio 2020, obteniendo una medalla de plata en la prueba de cuatro scull. Ganó dos medallas en el Campeonato Mundial de Remo, en los años 2017 y 2022.

## Palmarés internacional
| Juegos Olímpicos   | Juegos Olímpicos          | Juegos Olímpicos  | Juegos Olímpicos |
| Año                | Lugar                     | Medalla           | Prueba           |
| ------------------ | ------------------------- | ----------------- | ---------------- |
| 2020               | Tokio (Japón)             | Medalla de plata  | Cuatro scull     |
| Campeonato Mundial |                           |                   |                  |
| Año                | Lugar                     | Medalla           | Prueba           |
| 2017               | Sarasota (Estados Unidos) | Medalla de bronce | Scull individual |
| 2022               | Račice (República Checa)  | Medalla de plata  | Cuatro scull     |